# 1-es busz (Miskolc)
A miskolci 1-es autóbuszjárat a város legforgalmasabb, kelet–nyugati tengelyét látja el: a Tiszai pályaudvart köti össze a város nyugati végében található Majális-parkkal. Útvonala nagyrészt megegyezik az 1-es villamoséval, emiatt többször is felmerült, hogy megszüntetik. Régebben gyorsjárati változata is üzemelt 101-es jelzéssel.
A két végállomás közti távolságot 35–37 perc alatt teszi meg, ezzel az egyik leghosszabb menetidejű járat az állandóan közlekedő buszok közül.
2015. június 14-éig munkaszüneti- és ünnepnapokon, 2015. június 15-étől a hét minden napján a Selyemrét és Bajcsy-Zsilinszky út megállóhelyek érintésével közlekedik, korábban az Üteg utca – Baross Gábor utca útvonalon haladt. A késő esti órákban néhány járat – amikor a 101B autóbuszok már nem közlekednek – a Szondi György utcát is érinti.

## Története
- 1951 – 1952. december 31.: Tiszai pályaudvar – Diósgyőr, Tanácsháza
- 1953. január 1. – 1977. május 1: Tiszai pályaudvar – Ságvári-telep (későbbi nevén Papírgyár)
- 1977. május 2. – 2015. június 14.: Tiszai pályaudvar – Majális-park (Üteg utca, Baross Gábor út érintésével)
- 2015. június 15-től: Tiszai pályaudvar – Majális-park (Selyemrét, Bajcsy-Zsilinszky út érintésével)
- 2020. április 6-tól járatok egy része: Tiszai pályaudvar – Majális park, más része: Tiszai pályaudvar – Felső-Majláth – Berekalja, azonos viszonylatjelzéssel
- 2020. szeptember 1-től: Tiszai pályaudvar – Majális-park

Az 1980-as években a Vasgyárban műszakváltás idején több mint 20 000 munkás váltotta egymást, így az 1-es busz is beközlekedett a Vasgyárhoz. 2000-től a digitális kijelzők fokozatos megjelenésével a járat már 1VGY jelzéssel érintette a Vasgyár megállót 2006 decemberéig, mivel a FOK-GYEM kijelzők programja egy járatszámhoz egy útvonalat tud hozzárendelni, így a többlet megállók új viszonylatszámot követeltek meg. A betérés megszüntetését a Vasgyárban dolgozók számának csökkenése indokolta.
A 2007-es átszervezéskor felmerült a járat megszüntetése az 1-es villamossal nagyrészt párhuzamos útvonala miatt, melynek bekövetkeztével az Újgyőri főtér – Majális-park között a 10-es busz közlekedett volna.
2016. március 6-ától vasárnaponként szóló autóbuszok is megjelentek a vonalon.
2020 április 6-tól Még megkülönböztető viszonylatszám nélkül a megszűnő 69-es buszt pótolva érintette Berekalját.
Az MVK-t sújtó kronikus csuklóshiány miatt,a vonalon általában megjelennek a szóló buszok is.
2023. október 14-től menetrendváltás előtt hétvégén is érintette Berekalját.
A menetrend váltást követően csak hétköznap reggel Tiszai pályaudvar felé 3,délután Majális Park felé 5 indulás tér be a lakótelepre, ezzel kiszolgálva csúcsidőben a lakosságot.

## Követési ideje
Hétköznap csúcsidőben reggel 20 percenként,délután 30 percenként,völgyidőben pedig óránként közlekedik.
Hétvégén óránként közlekedik.

## Útvonala
| Tiszai pályaudvar ⇒ Majális-park | Majális-park ⇒ Tiszai pályaudvar |
| --- | --- |
| Tiszai pályaudvar vá. – Baross Gábor utca – Bajcsy-Zsilinszky utca – Soltész Nagy Kálmán utca – Zsolcai kapu – Ady Endre utca – Szeles utca – Jókai Mór utca – Fazekas utca – Vologda utca – Thököly utca – Győri kapu – Andrássy út – Újgyőri főtér – Andrássy út – Kiss tábornok út – Árpád út – Hegyalja út – Majális-park vá. | Majális-park – Hegyalja út – Árpád út – Kiss tábornok út – Andrássy út – Újgyőri főtér – Andrássy út – Győri kapu – Thököly utca – Vologda utca – Fazekas utca – Jókai Mór utca – Szeles utca – Ady Endre utca – Zsolcai kapu – Soltész Nagy Kálmán utca – Bajcsy-Zsilinszky utca - Baross Gábor utca – Tiszai pályaudvar vá. |

## Megállóhelyei
| 1 (Tiszai pályaudvar – Majális-park)                                                                       | 1 (Tiszai pályaudvar – Majális-park) | 1 (Tiszai pályaudvar – Majális-park) | 1 (Tiszai pályaudvar – Majális-park) | 1 (Tiszai pályaudvar – Majális-park) | 1 (Tiszai pályaudvar – Majális-park) | 1 (Tiszai pályaudvar – Majális-park) | 1 (Tiszai pályaudvar – Majális-park) |
| Perc (↓)                                                                                                   | Perc (↓)                             | Megállóhely                          | Perc (↑)                             | Perc (↑)                             | Átszállási kapcsolatok | Létesítmények |                                      |
| --- | ------------------------------------ | ------------------------------------ | ------------------------------------ | ------------------------------------ | --- | --- | ------------------------------------ |
| 0 | 0                                    | Tiszai pályaudvar végállomás         | 35                                   | 44                                   | 1, 1A, 2 3, 3A, 8, 21, 30, 31, 101B Hatvan–Miskolc–Szerencs–Sátoraljaújhely, Tiszaújváros–Nyékládháza, Miskolc–Hidasnémeti, Miskolc–Bánréve–Ózd, Miskolc–Tornanádaska | Tiszai pályaudvar |                                      |
| 2 | 2                                    | Selyemrét                            | 33                                   | 42                                   | 1, 1A, 2 3, 7, 21, 30, 31 | Kós Károly Szakközépiskola, MÁV Rendelő, Selyemréti Strandfürdő                                                                                        |                                      |
| 3 | 3                                    | Bajcsy-Zsilinszky út                 | 31                                   | 40                                   | 3, 4, 7, 101B | |                                      |
| 6 | 6                                    | Búza tér / Zsolcai kapu              | 29                                   | 38                                   | 3, 3A, 4, 7, 11, 20, 20A, 20B, 24, 28, 32, 43, 44, 45, 101B | Belváros, Búza téri távolsági és helyközi buszállomás, Vármegyei Rendőr-főkapitányság                                                                  |                                      |
| 7 | 7                                    | Szeles utca                          | 28                                   | 37                                   | 12, 14, 20, 36, 54, 101B | Miskolc Plaza, Búza téri görögkatolikus székesegyház, Macropolis                                                                                       |                                      |
| 9 | 9                                    | Petőfi tér                           | 27                                   | 36                                   | 11, 12, 14, 20, 34, 36, 54, 101B | Deszkatemplom, Református Deszkatemető, Nemzeti Adó- és Vámhivatal                                                                                     |                                      |
| 10 | 10                                   | Dózsa György utca                    | 26                                   | 35                                   | 34, 54, 101B | Vármegyei és Városi Bíróság, Tűzoltóság, ÉMÁSZ Nyrt., Városi Rendőrkapitányság, Vármegyei levéltár, Vármegyei Büntetés-végrehajtási Intézet, Ügyészség |                                      |
| 12 | 12                                   | Vologda városrész                    | 25                                   | 34                                   | 34, 54, 101B | |                                      |
| 13 | 13                                   | Szent Anna tér                       | 23                                   | 32                                   | 1, 1A, 2 29, 39, 54, 101B | Szent Anna templom, Herman Ottó Gimnázium, Zrínyi Ilona Gimnázium                                                                                      |                                      |
| 15 | 15                                   | Aba utca                             | 21                                   | 30                                   | 29, 39, 54, 101B | Lézerpont Látványtár, Szentpáli István Szakközépiskola és Szakiskola, Miskolci Városgazda                                                              |                                      |
| 17 | 17                                   | Zoltán utca                          | 20                                   | 29                                   | 29, 39, 54, 101B | Orvosi rendelő |                                      |
| 18 | 18                                   | Örs utca                             | 18                                   | 27                                   | 29, 39, 54, 101B | Baross Gábor Szakközépiskola, Karacs Teréz kéttannyelvű leánykollégium, Újdiósgyőri Állategészségügyi Központ, Magyar Vöröskereszt                     |                                      |
| 19 | 19                                   | Avar utca                            | 16                                   | 25                                   | 29, 39, 54, 101B | Újdiósgyőri Szent Imre templom, Posta |                                      |
| 20 | 20                                   | Újgyőri főtér                        | 16                                   | 25                                   | 1, 1A, 2 6, 9, 16, 19, 21, 29, 39, 53, 54, 68, 101B | Autóbusz-állomás, Bükk Áruház, Vasas Művelődési Központ                                                                                                |                                      |
| 21 | 21                                   | Újgyőri piac                         | 15                                   | 24                                   | 6, 16, 53, 54 1, 1A, 2 | Vasgyári piac |                                      |
| 23 | 23                                   | Bulgárföld városrész                 | 12                                   | 21                                   | 6, 53, 54 1, 1A | DVTK Stadion, Diósgyőri Uszoda |                                      |
| 25 | 25                                   | Diósgyőri Gimnázium                  | 11                                   | 20                                   | 6, 53, 54 1, 1A | Diósgyőri Gimnázium, Bulgárföldi posta |                                      |
| 26 | 26                                   | LÁEV                                 | 10                                   | 19                                   | 21, 53, 54, 101B 1 330, 331 | LÁEV kisvasút végállomás, Dr. Szabó Gyula Bemutató Csillagvizsgáló                                                                                     |                                      |
| 27 | 27                                   | Táncsics tér                         | 8                                    | 17                                   | 21, 53, 54, 101B 1 | Diósgyőri református templom |                                      |
| 29 | 29                                   | Diósgyőr városközpont                | 7                                    | 16                                   | 21, 53, 54, 101B 1 | Diósgyőri vár, Ady Endre Művelődési Ház, Miskolc-Diósgyőri Rendőrőrs, Diósgyőri posta, Diósgyőri római katolikus templom                               |                                      |
| 30 | 30                                   | Alsó-Majláth                         | 5                                    | 14                                   | 21, 53, 54, 101B 1 | Magyar Máltai Szeretetszolgálat |                                      |
| A barna hátterű megállókat reggel Tiszai pu felé 3 indulás,délután Majális park irányába 5 indulás érinti! |                                      |                                      |                                      |                                      | | |                                      |
| ∫ | 32                                   | Móra Ferenc utca                     | ∫                                    | 12                                   | 21, 101B | |                                      |
| ∫ | 33                                   | Endrődi Sándor utca                  | ∫                                    | ∫                                    | 21, 101B | |                                      |
| ∫ | 34                                   | Fényesvölgyi utca                    | ∫                                    | ∫                                    | 21, 101B | |                                      |
| ∫ | ∫                                    | Erdő utca                            | ∫                                    | 11                                   | 21, 101B | |                                      |
| ∫ | ∫                                    | Eper utca                            | ∫                                    | 10                                   | 21, 101B | |                                      |
| ∫ | 35                                   | Berekalja                            | ∫                                    | 9                                    | 21, 101B | |                                      |
| ∫ | 36                                   | Eper utca                            | ∫                                    | ∫                                    | 21, 101B | |                                      |
| ∫ | 37                                   | Erdő utca                            | ∫                                    | ∫                                    | 21, 101B | |                                      |
| ∫ | ∫                                    | Fényesvölgyi utca                    | ∫                                    | 8                                    | 21, 101B | |                                      |
| ∫ | ∫                                    | Endrődi Sándor utca                  | ∫                                    | 7                                    | 21, 101B | |                                      |
| ∫ | 38                                   | Móra Ferenc utca                     | ∫                                    | 6                                    | 21, 101B | |                                      |
| 31 | 40                                   | Felső-Majláth                        | 4                                    | 4                                    | 5, 15, 21, 53, 54, 101B, ZOO 1 | Autóbusz- és villamos-végállomás, LÁEV kisvasút telephely                                                                                              |                                      |
| 33 | 42                                   | Hóvirág utca                         | 2                                    | 2                                    | 5, 15, 53, ZOO | |                                      |
| 34 | 43                                   | Papírgyár                            | 1                                    | 1                                    | 5, 15, 53, ZOO | Diósgyőri Papírgyár |                                      |
| 36 | 45                                   | Majális park végállomás              | 0                                    | 0                                    | 5, 15, 53, ZOO | Csanyik |                                      |